# Basilaire membraan

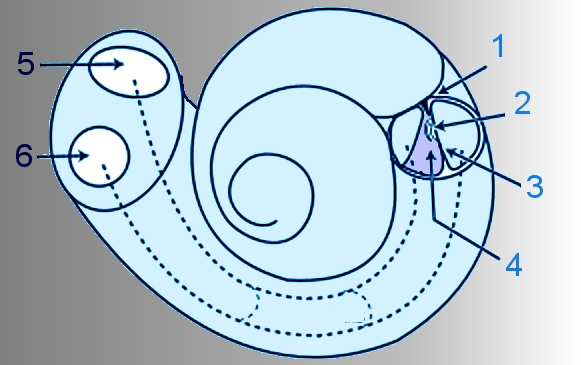
Schematische tekening van het slakkenhuis. 1: zenuw, 2: orgaan van Corti, 3: basilaire membraan, 4: scala media, 5: ovaal venster, 6: rond venster. Gestippelde lijnen: paden van de geluidstransmissie

De basilaire membraan, membrana basilaris of lamina basilaris is een stijf membraan die voorkomt in het slakkenhuis en onderdeel is van het binnenoor. De basilaire membraan speelt een belangrijke rol bij de voortplanting van geluid door het slakkenhuis. Het feitelijke gehoororgaan, het orgaan van Corti met zijn 30.000 haarcellen rust op de basilaire membraan, vandaar de naam basilair (van het woord basis).
Dit artikel bespreekt eerst de anatomie van de basilaire membraan. Vervolgens wordt toegelicht hoe men momenteel de functie van de membraan bij het waarnemen van geluid beziet. Daarna wordt ingegaan op de verschillende wetenschappelijke theorieën die zijn geformuleerd over de rol van dit kleine onderdeel van het oor. Het artikel eindigt ten slotte met een kort overzicht van afwijkingen die kunnen optreden aan de basilaire membraan.

## Anatomie

### Anatomie in relatie tot andere delen van het slakkenhuis

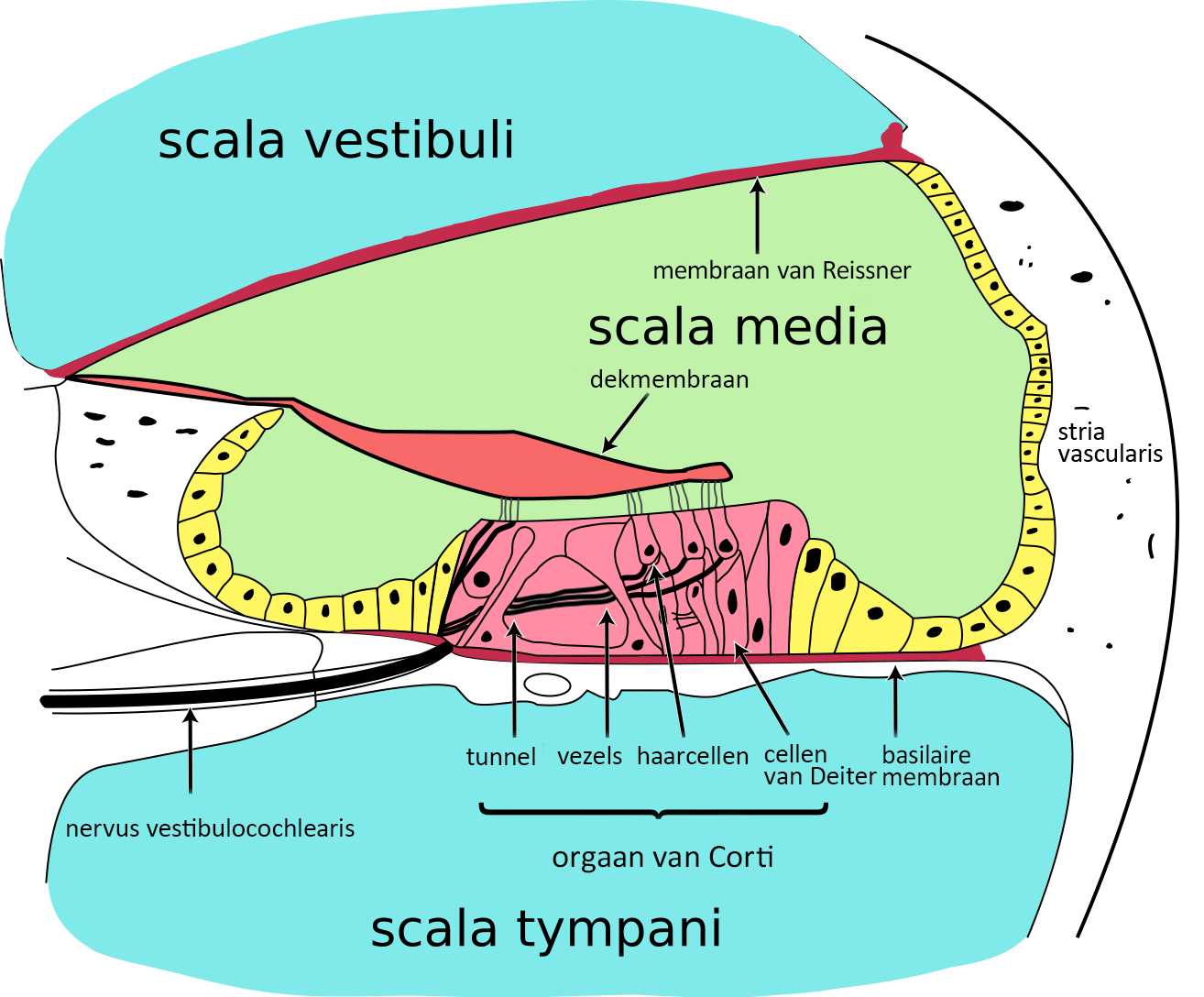
Dwarsdoorsnede van de cochlea

De basilaire membraan loopt over vrijwel de gehele lengte van het spiraalvormige slakkenhuis in het binnenoor. De membraan zit aan de binnenzijde vast aan het bot van het slakkenhuis, via de lamina spiralis ossea'. Aan de buitenzijde zit de membraan vast aan het ligamentum spirale, dat op zijn beurt weer aan het bot van het slakkenhuis vast zit. De basilaire membraan vormt de scheiding tussen twee met vloeistof gevulde holten in het slakkenhuis, namelijk de scala tympani en de scala media. In de scala media bevindt zich het orgaan van Corti. Het orgaan van Corti bevat de haarcellen die gaan bewegen als er geluidstrillingen in het oor terechtkomen.
Een andere membraan in het slakkenhuis is Reissners membraan (ook wel membrana vestibularis genoemd). Deze membraan zit tussen de scala media en de scala vestibuli. De scala vestibuli is via het ovale venster met het middenoor verbonden. In het middenoor, ook wel vestibulum auris genoemd, bevinden zich de gehoorbeentjes.
Aan het eind van het slakkenhuis, de apex, komen de basilaire membraan en Reissners membraan bij elkaar. De membranen lopen echter niet helemaal door tot het eind van het slakkenhuis maar eindigen eerder. Daardoor zijn de vloeistofholtes scala tympani en scala vestibuli aan het eind van het slakkenhuis met elkaar verbonden. De verbinding is een kleine opening, die helicotrema wordt genoemd.
De vloeistof in de scala tympani en scala vestibuli is perilymfe en heeft een soortgelijke samenstelling als de extracellulaire vloeistof op andere plaatsen in het lichaam. De vloeistof in de scala media is endolymfe en lijkt op de intracellulaire vloeistof, met een hoge concentratie kaliumionen en een lage concentratie natriumionen.
De basilaire membraan vormt dus de scheiding tussen twee holtes met een verschillend samengestelde vloeistof, en is de basis van het orgaan van Corti. De basilaire membraan is aan beide kanten met cellen bekleed. Aan de onderzijde zitten de cellen die de gehele scala tympani bekleden. Aan de bovenzijde is de membraan bekleed met de gespecialiseerde cellen van de scala media. Naast de basilaire membraan en Reissners membraan bevat het slakkenhuis nog een derde membraan. Dat is de membrana tectoria, dat geheel binnen de vloeistof van de scala media ligt en dat het orgaan van Corti afdekt. De haarcellen raken deze membrana tectoria.

### Anatomie van de basilaire membraan zelf
Men kan zich de basilaire membraan voorstellen als een zeer langgerekte zwemvin (flipper); breed en dun aan het uiteinde, smaller en stijver bij de voet. Deze zwemvin is naar opzij en licht naar boven opgerold in de vorm van een puntig slakkenhuis. De voet zit onderaan, waar de buitenste winding van het slakkenhuis begint. Het andere eind – het brede deel met de platte tenen – komt tot helemaal bovenin, aan het eind van de binnenste winding.
Uitgerold is de basilaire membraan van een volwassen mens ongeveer 30–35 mm lang.
De basilaire membraan bestaat uit collageenvezels, die dwars staan op de lengteas. Deze vezels zijn bij het smalle deel van de membraan, bij het ovale venster, korter dan aan de top. De membraan is bij het ovale venster 40 μm breed, en aan het eind 500 μm (0,5 mm). De dikte van de vezels neemt daarbij in de richting van de top ook af.
De vorm van de basilaire membraan, aan het begin dus smal en dik, aan het eind lang en dun heeft gevolgen op het trillingsgedrag van de membraan. Dit gedrag speelt een belangrijke rol bij de gevoeligheid van het gehoor voor verschillende frequenties, zoals hierna blijkt.

## Geluidvoortplanting

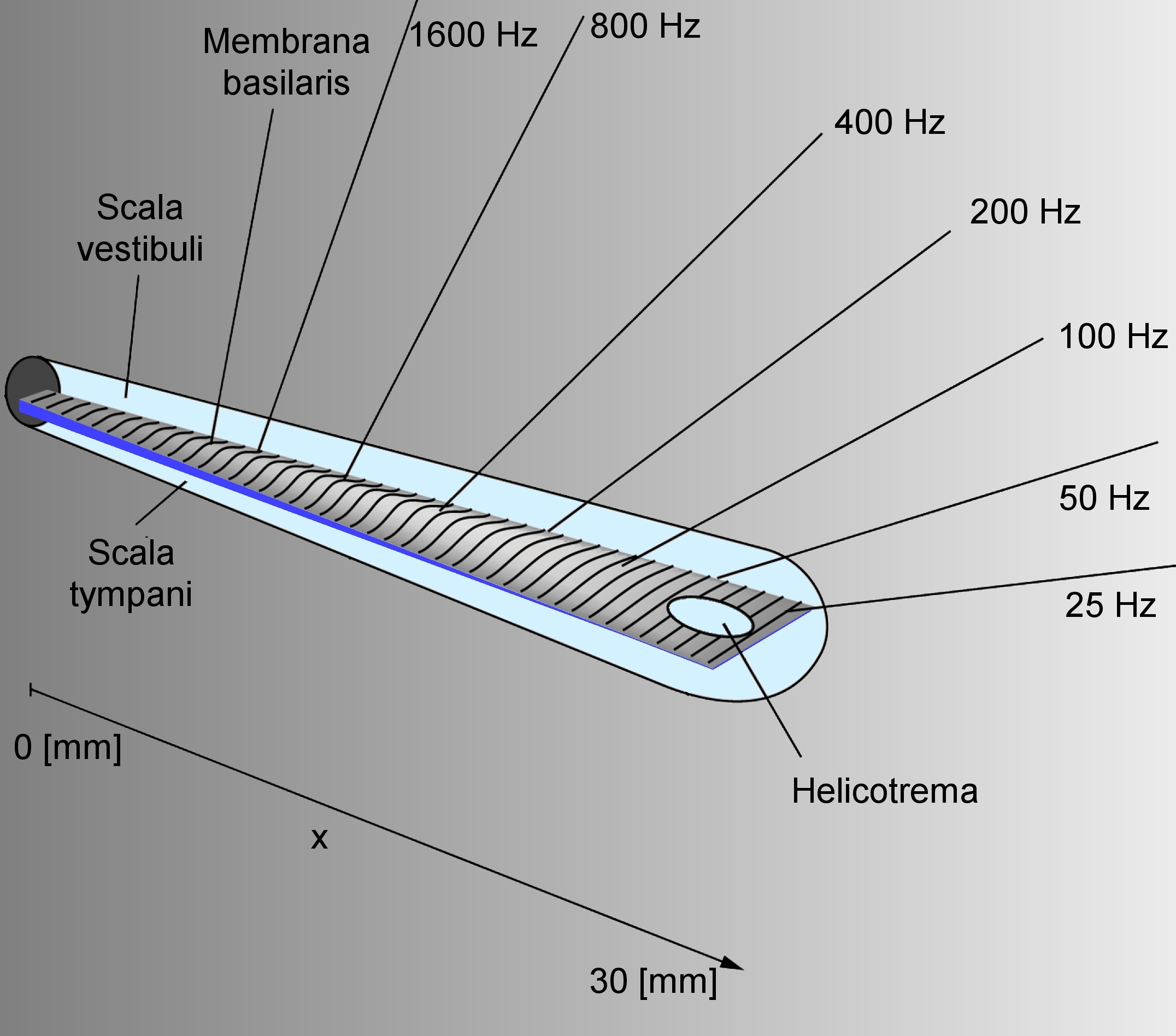
De basilaire membraan schematisch weergegeven in uitgerolde vorm. Aan de linkerzijde, bij het ovale venster, is de membraan dik en smal, aan de rechterzijde dun en breed. Aangegeven is op welke locatie de maximale trillingsrespons optreedt, afhankelijk van de frequentie

De basilaire membraan zorgt voor de trillingsoverdracht van de geluidstrillingen in de vloeistoffen van het slakkenhuis naar de haarcellen in het orgaan van Corti.
Het geluid van buiten het lichaam komt via het trommelvlies en de gehoorbeentjes van het middenoor terecht op het ovale venster. Het ovale venster gaat trillen met de frequentie van het geluid, waardoor de vloeistof in de scala vestibuli wordt aangestoten. De vloeistoffen van het binnenoor zijn opgesloten in het bot van het slakkenhuis, en die ruimte kan dus niet uitzetten. Elke drukgolf die binnenkomt door de beweging van het ovale venster moet daarom het middenoor weer verlaten aan het andere uiteinde: bij het ronde venster.
Door de vloeistoffen in het slakkenhuis kunnen zich, net zoals in alle andere opgesloten vloeistoffen, alleen drukgolven voortplanten. Deze drukgolf begint bij het ovale venster, plant zich voort door de scala vestibuli, bereikt aan het eind van het slakkenhuis het helicotrema en gaat vervolgens door de scala tympani terug richting het ronde venster. Door het ronde venster wordt het geluid, verzwakt, weer afgestraald naar het middenoor. De drukgolven planten zich tijdens hun route door het slakkenhuis ook door in de vloeistof in de scala media. Deze stoten de basilaire membraan aan, die vervolgens ook gaat trillen met de frequentie van het geluid. Reissners membraan, die de drukgolven ook passeren richting scala media en basilaire membraan, is erg flexibel, zodat de drukgolf makkelijk kan passeren en weinig beïnvloed wordt.
In de vloeistoffen van het binnenoor kunnen alleen longitudinale golven optreden, de genoemde drukgolven. In de basilaire membraan kunnen wel transversale golven optreden, dat wil zeggen dat de membraan gaat bewegen loodrecht (transversaal) op haar oppervlak en loodrecht op de voortplantingsrichting van de trilling, die van het ovale venster naar de apex loopt. De membraan gaat door de trillingen derhalve op- en neer bewegen met de frequentie van het geluid.
De haarcellen in het orgaan van Corti, die opgesloten zitten tussen de basilaire membraan en de membrana tectoria gaan hierdoor buigen. Deze buiging treedt vooral op in de toppen van de haarcellen (de stereocilia), kleine en heel dunne uitstulpingen van de haarcellen die de membrana tectoria raken. Door de buiging van de stereocilia ontstaat een elektrische ontlading (depolarisatie), waarbij kaliumionen worden afgestaan aan de vloeistof die de haarcellen omringt, de endolymfe. Als de stereocilia weer in de ruststand staan, treedt weer polarisatie van de haarcel op, waarbij de kaliumionen weer worden opgenomen uit de endolymfe. De nabijgelegen neuronen pikken dit ionentransport op en geven via de gehoorzenuw een elektrisch signaal aan de hersenen door.
Geluid heeft drie fysische eigenschappen die het gehoor kan verwerken, namelijk:
1. de frequentie, ofwel de toonhoogte van het geluid, uitgedrukt in Herz
2. het geluidsniveau, de sterkte van het geluid, uitgedrukt in decibel
3. het faseverschil tussen geluid dat het rechter- en linkeroor bereikt. Dit is van belang voor het richtinghoren.

Het effect van de frequentie van het geluid op de trillingen van de basilaire membraan is beschreven in een algemeen geaccepteerde wetenschappelijke theorie, evenals het effect van het geluidsniveau, zoals hierna beschreven. Het is onbekend of de basilaire membraan een rol speelt bij het waarnemen van faseverschillen.

### Waarneming van frequentie
Zeer lage frequenties (15 Hz of lager) planten zich door de vloeistofkanalen in het slakkenhuis voort als een vlakke drukgolf, zonder de basilaire membraan in trilling te brengen. Deze frequenties zijn niet hoorbaar. De hogere frequenties lopen niet als een vlakke golf, maar vertonen afbuiging van een rechte weg, en brengen daardoor wel de basilaire membraan aan het trillen.

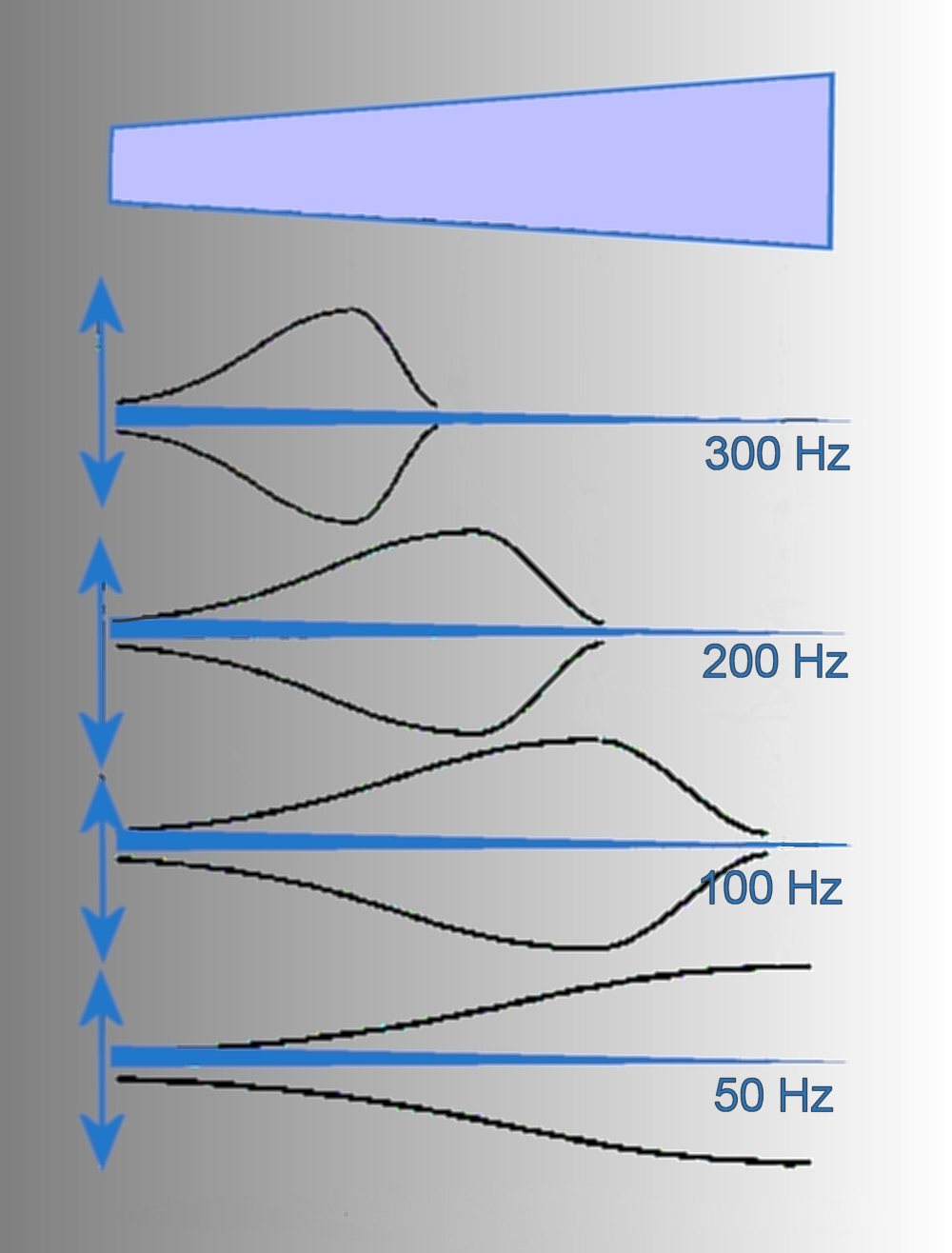
Schematische afbeelding van de trillingen in de basilaire membraan. De zwarte lijnen tonen de omhullende (amplitude) van de beweging bij verschillende frequenties. Bovenaan de basilaire membraan van boven gezien. Hier is een trilling weergegeven bij een hoog geluidsniveau; de piek is erg breed. Trillingen bij een lager niveau vertonen een meer lokale piek. Hier is de trilling over de middellijn van de membraan weergegeven. Bedacht moet worden dat de basilaire membraan aan de zijkanten wordt vastgehouden door het bot van het slakkenhuis.

Animatie van de trilling in de basilaire membraan

Het gedeelte van de basilaire membraan bij het ovale venster is smal en stijf, het gedeelte aan het andere eind is breder en daardoor flexibeler. Dit verschil in stijfheid heeft tot gevolg dat elke locatie op de basilaire membraan op een andere manier reageert op aangeboden geluidfrequenties. Het stijfste gedeelte, bij het ovale venster, reageert het sterkst op de hoge frequenties (20.000 Hz of meer); het slapste gedeelte, bij de apex, reageert vooral op de lage frequenties (100 Hz of nog lager). De maximale amplitudo van de basilaire membraan treedt op bij de frequenties die het beste passen bij de lokale breedte en dikte van de membraan. Voordat de trilharen bereikt worden, heeft de basilaire membraan dus al onderscheid gemaakt tussen geluid met verschillende frequenties, door de over de lengte variërende mechanische eigenschappen. Dit wordt tonotopie genoemd. De haarcellen worden het meest gestimuleerd op de plaats waar de basilaire membraan het hevigst trilt. De haarcellen aan de voet van de basilaire membraan worden dus het sterkst geëxciteerd bij hoge frequenties; die aan het einde door de lage frequenties. Elke geluidsfrequentie activeert dus een andere subpopulatie van haarcellen en bijbehorende zenuwvezels.
Bij iedere verdubbeling van de frequentie ligt het maximum van de uitwijking op de basilaire membraan ongeveer 3 mm dichter bij het ovale venster. Als de basilaire membraan aan de voet met een hoge frequentie in trilling wordt gebracht, plant deze trilling zich voort tot aan het eind van de membraan. Deze beweging kan men zich voorstellen als de beweging van een flapperende wimpel.

### Waarneming van geluidniveau
Als het geluidsniveau van een geluid hoger is, gaat de basilaire membraan harder trillen, en over een groter gebied, met als gevolg een sterker signaal per haarcel, en een signaal vanuit meer haarcellen naar de hersenen.
De uitwijking van de basilaire membraan is in de orde van 1,5 nanometer.
Als de geluidsdruk hoger wordt, gaat de basilaire membraan dus over een groter gedeelte bewegen. Dit gebeurt echter niet symmetrisch rondom de locatie met maximale uitwijking. De fysieke uitbreiding van de trilling is het grootst in de richting van het ovale venster, naar het gebied dus dat gevoeliger is voor hogere frequenties. Dit feit verklaart de asymmetrie van de toonmaskering van geluid. Een hoog geluidsniveau maskeert de naastgelegen frequenties. De maskering is groter richting de hogere frequenties, zo is gebleken uit experimenteel maskeringsonderzoek.

## Geschiedenis
De mensheid heeft zich al eeuwen geleden gebogen over de vraag hoe tonen ontstaan en hoe mensen verschillende frequenties kunnen horen. De eerste theorie stamt van Pythagoras, die leefde in de 6e eeuw voor Christus. Theorieën over de basilaire membraan zijn van recenter datum.
In 1758 stelde C.-N. Le Cat een model voor waarin de basilaire membraan uit snaren bestond, zoals in een klavecimbel. Helmholtz gebruikt een soortgelijk beeld.
Een latere theorie over de werking van de basilaire membraan stamt uit 1886. William Rutherford beschreef zijn visie dat de basilaire membraan als één geheel trilt, met een frequentie die gelijk is aan die van het geluid dat het trommelvlies en het ovale venster bereikt. De zenuwcellen zouden dan pulsen afvuren met deze frequentie. Uit later onderzoek bleek echter dat de vuurfrequentie van zenuwcellen beperkt is tot ongeveer 1000 Hz. Het menselijk gehoor kan echter veel hogere tonen waarnemen dan 1000 Hz. De theorie van Rutherford komt dus niet overeen met de waarneming.
E.G. Wever vond een oplossing voor dit probleem door het volley-principe. Hogere vuurfrequenties zullen mogelijk zijn als de haarcellen samenwerken, en als ze bij de passage van een geluidsgolf achtereenvolgens een puls afvuren. Na het afvuren van de puls heeft de cel dan weer enige tijd beschikbaar om te herstellen voor de volgende puls. Experimenteel onderzoek liet echter zien dat zenuwcellen niet op deze manier samenwerken.
De Hongaarse Nobelprijswinnaar Georg von Békésy heeft rond 1960 als eerste de theorie gepostuleerd dat de basilaire membraan een belangrijke rol speelt door lokale trillingen, waarvan de plaats afhankelijk is van de frequentie. Uit het feit dat de basilaire membraan aan het eind 3 tot 4 keer zo breed is dan bij het ovale venster, en bovendien aan het eind veel minder dik is, schatte Von Békésy dat de stijfheid aan de voet 100x zo hoog was dan aan het eind, waardoor aan de voet de resonantiefrequentie van de membraan hoger is dan aan de top. Ook deze theorie verklaart echter niet volledig de waarnemingen. Zo verklaart dit model niet hoe mensen in staat zijn zeer geringe frequentieverschillen, van 1–3 Hz, waar te nemen.
De rond 2012 geldende wetenschappelijke theorie gaat voor de frequentie-scheiding van het oor dan ook niet alleen uit van lokale resonanties die in de basilaire membraan optreden, maar ook van de vuurfrequentie van de haarcellen, die vooral onder 1000 Hz een belangrijke rol zouden spelen.

## Afwijkingen van de basilaire membraan
Door veroudering kan aan de voet van de basilaire membraan verdikking optreden. Daardoor wordt het horen van met name hoge frequenties verstoord. Door blootstelling aan zeer hoge geluidsniveaus, hoger dan 130 dB, kan de basilaire membraan ook lokaal scheuren.
Door een te grote productie van endolymfe in de scala media kan de basilaire membraan verplaatsen in de richting van de scala tympani. De verplaatsing treedt vooral op aan de apex en in het midden. Het gevolg is gehoorverlies. Mogelijk treedt ook bij de ziekte van Menière een soortgelijke verplaatsing op. Het gehoorverlies bij deze ziekte betreft dan ook vooral de lage tonen.